# Ruza
Ruza (ryska Руза) är en stad i Moskva oblast i Ryssland, grundad år 1328. Den är belägen vid floden Ruza, som är en biflod till Moskvafloden, cirka 100 km väster om Moskva. Folkmängden uppgår till cirka 13 000 invånare.